# Canthidium prasinum
Canthidium prasinum là một loài bọ cánh cứng trong họ Bọ hung (Scarabaeidae).